# Néstor Calderón
Néstor Calderón Enríquez (Guadalajara, Jalisco, México; 14 de febrero de 1989) es un exfutbolista mexicano. Jugaba como mediocampista y su último equipo fue el {{ C.D. Guadalajara}}.  

## Trayectoria

### Inicios y Deportivo Toluca

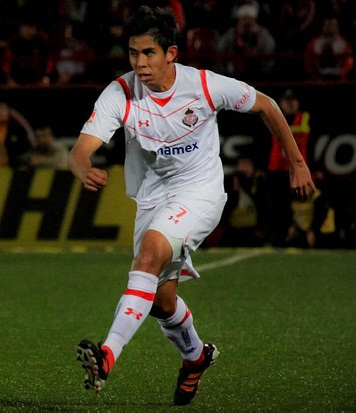
Calderón jugando con Toluca.

Comenzó su carrera a los 12 años en las fuerzas básicas del Club Deportivo Guadalajara, permaneció durante cuatro años en la institución y cuando consiguió llegar al equipo de la Tercera División, Efraín Flores le comunicó que ya no entraba en planes y fue corrido del club. Rogelio Becerra, visor del Deportivo Toluca, se lo llevó a la capital mexiquense y a partir del 2007 comenzó a jugar con el equipo filial que participaba en la Segunda División. Solo un año le bastó a Calderón en las fuerzas básicas para que fuera llamado por José Manuel de la Torre para entrenar con el primer equipo.
Debutó en primera división el 26 de julio de 2008 en la derrota de su equipo ante Club de Fútbol Atlante, entró al minuto 83 por Carlos Adrián Morales. A partir de la séptima jornada del campeonato, Calderón se hizo con un puesto titular en la alineación. Anotó su primer gol como profesional el 28 de septiembre en la victoria de su equipo contra el Club Santos Laguna. Llegó a la final del torneo y se consagró campeón del fútbol mexicano al derrotar en la final a Cruz Azul, además, se ganó el premio al novato del torneo. Su primer partido internacional fue en la Concacaf Liga Campeones 2009-10, titular contra el San Juan jugando en Trinidad y Tobago, el 20 de agosto de 2009.
Calderón inició el Torneo Apertura 2009 de buena forma, anotando cinco goles en los primeros cinco partidos, su buen desempeño durante el torneo hizo que el Sunderland de Inglaterra mostrara interés en sus servicios, quedando esto solo en rumores. En la jornada 10, Calderón fue expulsado por una agresión sobre Rogelio Chávez y unos meses después fue sancionado económicamente, esta vez fue debido a que durante la tercera jornada del Torneo Bicentenario 2010 le hizo una rabieta a su técnico al ser relevado del campo apenas unos minutos después de haber ingresado al mismo, a pesar del incidente, Calderón siguió jugando con regularidad y a la postre el Toluca se alzó con el título de campeón. En julio de 2010 volvió a sonar fuerte que migraría al fútbol europeo, esta vez al Espanyol de España y de nueva cuenta esto quedó en rumores.

### Club de Fútbol Pachuca
En el 2012, Calderón bajo de rendimiento, motivo por el cual fue traspasado al Club de Fútbol Pachuca previo al Apertura 2012. Con los tuzos su desempeño fue aún más bajo, solo jugó 10 partidos, 5 de ellos como titular, no logró anotar gol. 

### Club Santos Laguna

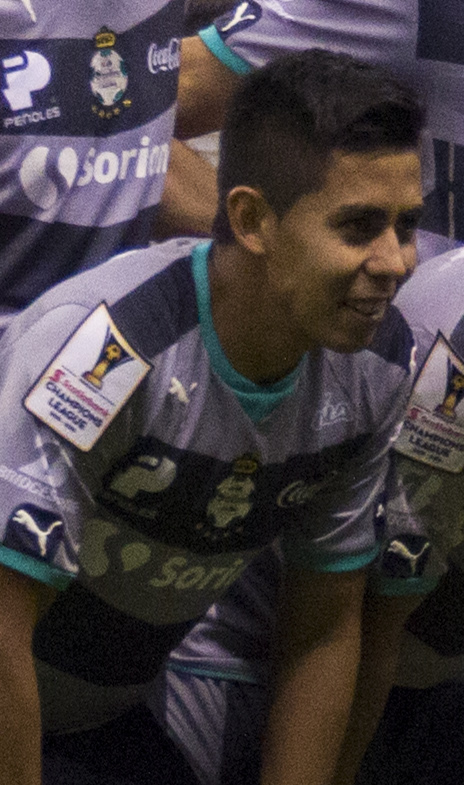
Calderón jugando con Santos.

Para el siguiente torneo fue enviado al Club Santos Laguna, como parte de un trueque entre las directivas de Santos y Pachuca.
Con Santos Calderón tuvo más regularidad, consiguió su primer gol ante su exequipo, el 11 de agosto de 2013. El 4 de noviembre de 2014 anotó un gol en la final de la Copa México ante el Puebla Fútbol Club, el partido se fue a los penales en donde de nueva cuenta Calderón anotó su cobro, con lo que colaboró para que su equipo consiguiera el título de campeón. En el siguiente semestre obtuvo el título de liga cuando su equipo derrotó en la final del Torneo Clausura 2015 a Querétaro por marcador global de 5-3, Calderón fue el mejor goleador mexicano del torneo con seis anotaciones más otra que consiguió en la liguilla, y formó parte del once ideal.

### Club Deportivo Guadalajara
En el Draft Apertura 2016, El Avión llega al Rebaño en calidad de Préstamo por 1 año con opción a compra convirtiéndose en el cuarto refuerzo de Chivas.
El 23 de julio de 2016, marcó su primer gol con Chivas en la victoria de 1-0 antes los Rayados de Monterrey.
A pesar de hacer un excelente papel en la liguilla, el 30 de mayo de 2017 se confirma la salida del Avión Calderón de Chivas, donde el equipo no hizo válida la compra del jugador, y reportaría con el Club Santos Laguna,  dueño de su carta.

### Club Universidad Nacional
El 7 de junio de 2017, se oficializa el traspaso del Avión al Club Universidad Nacional en compra definitiva al Club Santos Laguna, por 3.5 millones de dólares en cambio del jugador Javier Cortés.

## Selección nacional

### Categorías inferiores
Fue convocado por Juan Carlos Chávez para participar en el Campeonato Sub-20 de la Concacaf de 2009. Tuvo actividad en los tres partidos que disputó su selección. México fue eliminado de la competencia como resultado de dos derrotas ante Costa Rica y Canadá, y un empate.
Con la Sub-23 participó en el Preolímpico de Concacaf de 2012, solo jugó en la victoria de México ante la selección de Trinidad y Tobago debido a una lesión que le impidió volver a tener actividad en el torneo. México terminó campeón al derrotar en la final a Honduras (1:2). En mayo, fue convocado para disputar el Torneo Esperanzas de Toulon de 2012. Jugó en la victoria en contra de Marruecos (3:4) y la derrota ante Francia (3:1). México resultó campeón al ganarle la final 3-0 a la Selección de fútbol de Turquía.

### Selección absoluta
Javier Aguirre lo llamó a la Selección de fútbol de México por primera vez el 25 de agosto de 2009, pero su debut fue hasta el 30 de septiembre, jugó como titular en la derrota de México ante Colombia.
En el mes de junio del 2011 se vio envuelto en un escándalo por indisciplina en la gira de preparación de la Selección Mexicana que disputaría la Copa América 2011. La indisciplina, presumiblemente relacionada con sexoservidoras, ocasionó un castigo para ocho jugadores que integraban la selección, el cual consistió en 6 meses de inactividad en cualquier categoría de selecciones nacionales y una multa monetaria. Por efecto de tal castigo Calderón no participó en la Copa América ni en los Juegos Panamericanos de 2011.
Fue preseleccionado para disputar la Copa de Oro de la Concacaf 2015, pero quedó fuerade la lista definitiva de 23 jugadores.
Partidos internacionales
| 1. | 30 de septiembre de 2009 | Estadio Cotton Bowl, Dallas, Estados Unidos | Colombia             | 1-2 | Amistoso |
| 2. | 9 de febrero de 2011     | Georgia Dome, Atlanta, Estados Unidos       | Bosnia y Herzegovina | 2-0 | Amistoso |
| 3. | 29 de marzo de 2011      | Estadio Qualcomm, San Diego, Estados Unidos | Venezuela            | 1-1 | Amistoso |
| 4. | 25 de enero de 2012      | Reliant Stadium, Houston, Estados Unidos    | Venezuela            | 3-1 | Amistoso |

## Estadísticas
Actualizado al último partido jugado el 15 de mayo de 2016.

### Clubes
| D. Toluca · México |               |               |     |    |    |    |    |     |     |    |
| 1ª | 2008-09       | 35            | 4   | 3  | 0  | -  | -  | 38  | 4   |    |
| 1ª | 2009-10       | 41            | 6   | -  | -  | 8  | 1  | 49  | 7   |    |
| 1ª | 2010-11       | 34            | 7   | -  | -  | 7  | 1  | 41  | 8   |    |
| 1ª | 2011-12       | 26            | 5   | -  | -  | -  | -  | 26  | 5   |    |
| Total club | Total club    | 136           | 22  | 3  | 0  | 15 | 2  | 154 | 24  |    |
| C. F. Pachuca · México |               |               |     |    |    |    |    |     |     |    |
| 1ª | 2012-13       | 10            | 0   | 3  | 0  | -  | -  | 13  | 0   |    |
| Total club | Total club    | 10            | 0   | 3  | 0  | 0  | 0  | 13  | 0   |    |
| C. Santos Laguna · México |               |               |     |    |    |    |    |     |     |    |
| 1ª | 2012-13       | 17            | 0   | -  | -  | 4  | 0  | 21  | 0   |    |
| 1ª | 2013-14       | 31            | 3   | 3  | 0  | 4  | 0  | 38  | 3   |    |
| 1ª | 2014-15       | 32            | 23  | 14 | 8  | -  | -  | 46  | 12  |    |
| 1ª | 2015-16       | 27            | 5   | -  | -  | 7  | 0  | 34  | 5   |    |
| Total club | Total club    | 107           | 15  | 17 | 5  | 15 | 0  | 139 | 20  |    |
| C. D. Guadalajara · México |               |               |     |    |    |    |    |     |     |    |
| 1ª |               |               |     |    |    |    |    |     |     |    |
| 2016-17 | 0             | 3             | 0   | 3  | 0  | 0  | 0  | 6   |     |    |
| Total club | Total club    | 0             | 3   | 0  | 3  | 0  | 0  | 0   | 6   |    |
| Total carrera | Total carrera | Total carrera | 255 | 40 | 23 | 8  | 30 | 2   | 308 | 50 |
| (1)Incluye datos de la Copa México, InterLiga (2009) y Campeón de Campeones (2014-15) (2)Incluye datos de la Concacaf Liga de Campeones (2009-10, 2010-11, 2012-13, 2015-16) y Copa Libertadores de América (2014) |               |               |     |    |    |    |    |     |     |    |

### Selecciones
| Competición                              | Categoría | Sede              | Resultado    | PJ | G |
| ---------------------------------------- | --------- | ----------------- | ------------ | -- | - |
| Campeonato Sub-20 de la Concacaf de 2009 | Sub-20    | Trinidad y Tobago | Primera fase | 3  | 0 |
| Preolímpico de Concacaf de 2012          | Sub-23    | Estados Unidos    | Campeón      | 1  | 0 |
| Torneo Esperanzas de Toulon de 2012      | Sub-23    | Francia           | Campeón      | 2  | 0 |
| Amistosos                                | Absoluta  | –                 | –            | 4  | 0 |
| Total                                    | –         | –                 | –            | 10 | 0 |

### Resumen estadístico
| Competencia                | Partidos | Goles |
| -------------------------- | -------- | ----- |
| Liga                       | 253      | 37    |
| Copas nacionales           | 23       | 5     |
| Copas internacionales      | 30       | 2     |
| Selección de México        | 4        | 0     |
| Selección de México Sub-23 | 3        | 0     |
| Selección de México Sub-20 | 3        | 0     |
| Total                      | 316      | 44    |

## Palmarés

### Campeonatos nacionales
| Título                     | Equipo                     | País           | Año     |
| -------------------------- | -------------------------- | -------------- | ------- |
| Primera División de México | Deportivo Toluca           | México         | A-2008  |
| Primera División de México | Deportivo Toluca           | México         | B-2010  |
| Copa México                | Club Santos Laguna         | México         | A-2014  |
| Primera División de México | Club Santos Laguna         | México         | C-2015  |
| Campeón de Campeones       | Club Santos Laguna         | Estados Unidos | 2014-15 |
| Supercopa de México        | Club Deportivo Guadalajara | Estados Unidos | 2015-16 |
| Copa México                | Club Deportivo Guadalajara | México         | C-2017  |
| Primera División de México | Club Deportivo Guadalajara | México         | C-2017  |

### Campeonatos internacionales
| Título                      | Equipo              | País           | Año  |
| --------------------------- | ------------------- | -------------- | ---- |
| Preolímpico de Concacaf     | Selección de México | Estados Unidos | 2012 |
| Torneo Esperanzas de Toulon | Selección de México | Francia        | 2012 |
|                             |                     |                |      |

### Distinciones individuales
| Distinción                                    | Año    |
| --------------------------------------------- | ------ |
| Mejor novato de la Primera División de México | A-2008 |
| Once Ideal de la Primera División de México   | C-2015 |